# Hazas de Cesto
Hazas de Cesto és un municipi de la Comunitat Autònoma de Cantàbria, en la comarca de Trasmiera. Limita al nord amb el municipi de Meruelo i Escalante, a l'est amb Bárcena de Cicero i Voto, al sud amb Solórzano i a l'oest amb Ribamontán al Monte.

## Localitats
- Beranga
- Hazas de Cesto (Capital).
- Praves.

## Demografia
| 1900  | 1910  | 1920  | 1930  | 1940  | 1950  | 1960  | 1970  | 1980  | 1990  | 2000  | 2007     |
| ----- | ----- | ----- | ----- | ----- | ----- | ----- | ----- | ----- | ----- | ----- | -------- |
| 1.258 | 1.293 | 1.483 | 1.664 | 1.682 | 1.771 | 1.712 | 1.593 | 1.413 | 1.371 | 1.260 | 1.281 \| |

Font: INE

## Administració
| Eleccions municipals, 25 de maig de 2003 |      |        |          |
| Partit                                   | Vots | %      | Regidors |
| PP                                       | 241  | 25,64% | 2        |
| PSOE                                     | 234  | 24,89% | 2        |
| CCII                                     | 181  | 19,26% | 2        |
| Ucn                                      | 177  | 18,83% | 2        |
| PRC                                      | 97   | 10,32% | 1        |

| Eleccions municipals, 27 de maig de 2007 |      |        |          |
| Partit                                   | Vots | %      | Regidors |
| PRC                                      | 386  | 40,63% | 4        |
| PP                                       | 239  | 25,16% | 2        |
| CCII                                     | 186  | 18,58% | 2        |
| PSOE                                     | 129  | 13,58% | 1        |